# Земля Джеймсона (полуостров)
Земля Джеймсона (дат. Jameson Land) — крупный полуостров на востоке Гренландии.

## География
Полуостров Земля Джеймсона находится в восточной части Гренландии, на северной стороне самого большого фьорда в мире — Кангертиттивака (гренл. Kangertittivaq). Наибольший размер в направлении с севера на юг около 120 км и около 80 км в направлении с востока на запад.
Рельеф в основном горный, при этом на севере и востоке полуострова горы достигают высоты более 1000 м, а на юго-востоке есть обширные прибрежные равнины на преимущественно плоских морских побережьях. Равнины пересекают несколько речных долин, а на побережье есть солончаки. Ледников на полуострове нет, за исключением покрытой ледяной шапкой вершины горы Олимпус на плато Jens-Munk.
Геологически Земля Джеймсона напоминает норвежский континентальный шельф и, в основном, сложена из отложений триасового и юрского периодов, богатых минералами. На Земле Джейсона предположительно имеются значительные залежи нефти и газа. Во время геологоразведочных работ в 1980-х годах были обнаружены месторождения нефти и исследования все ещё продолжаются частными компаниями, несмотря на протесты местных жителей.

## Климат
Климат арктический, континентальный. Летом, с середины июня по август, бывают продолжительные стабильные периоды с устойчивой солнечной погодой, небольшим количеством осадков и температурой от 0 до +10 °C. Годовое количество осадков составляет от 290 до 410 мм. Устойчивый ледовой покров в фьордах держится от 6 до 8 месяцев, а в Карлсберг-фьорде он держится даже летом.

## Флора и фауна

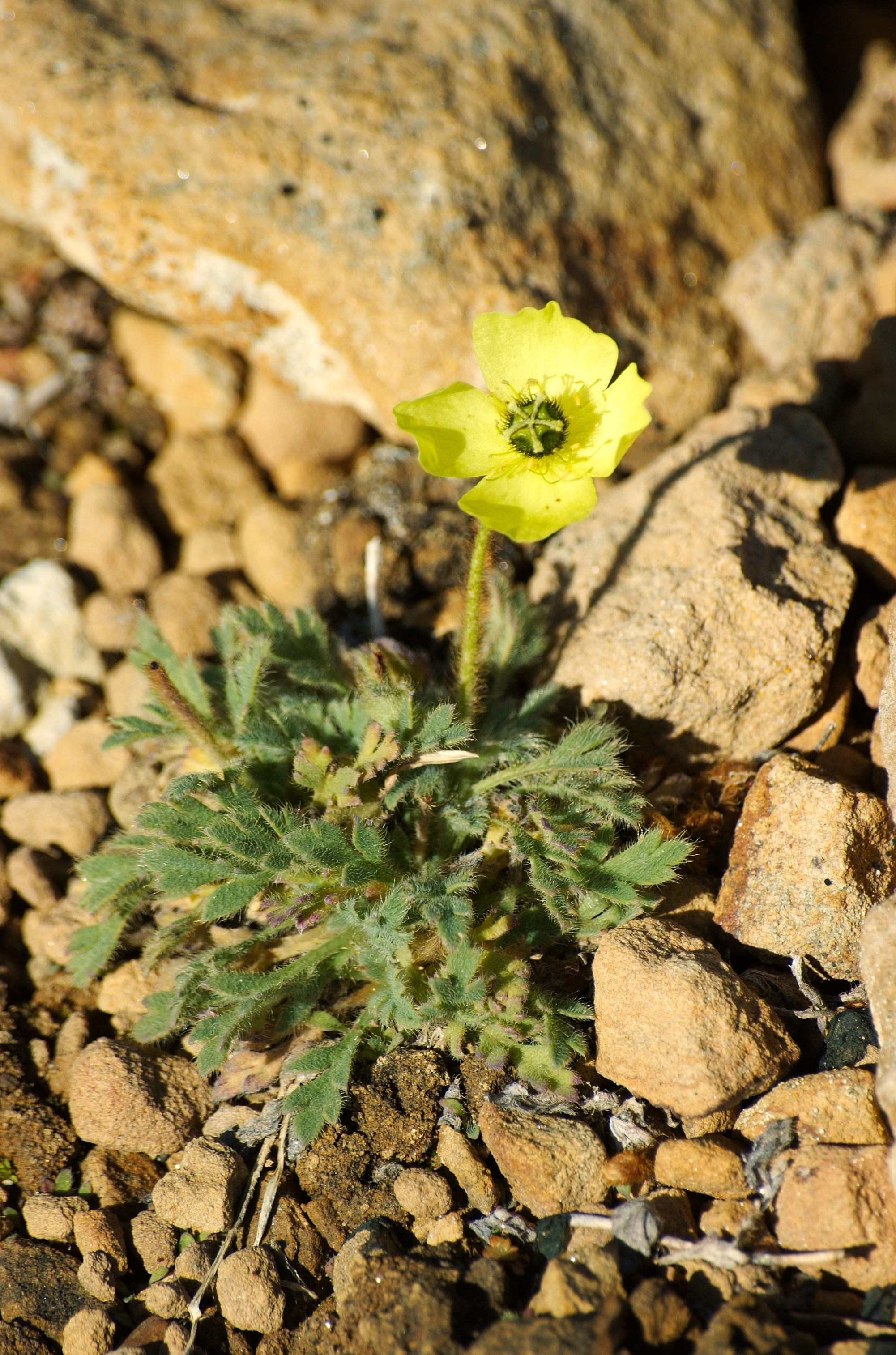
Арктический мак на Земле Джеймсона

Флора Земли Джеймсона сравнительно разнообразна. Здесь произрастают 196 видов сосудистых растений. Некоторые арктические виды, такие как Braya purpurascens, Poa abbreviata и Elymus hyperarcticus находятся на южной границе своего ареала, а некоторые субарктические, такие как Epilobium anagallidifolium, Sparganium hyperboreum, Loiseleuria procumbens и Phleum alpinum — на северной.
На прибрежных равнинах преобладает тундра с многочисленными болотами и прудами. Эта территория, известная как Хеден, является самой большой тундровой зоной в Гренландии и имеет богатую растительность. В частности, в болотах доминируют Eriophorum scheuchzeri и осока Carex saxatilis и Carex rariflora.
Высокогорья сильно засушливые, с обширными осыпями и участками, покрытыми карликовыми кустарниками — кассиопея четырёхгранная (Cassiope tetragona), ива арктическая (Salix arctica) и береза карликовая (Betula nana). В некоторых горных районах можно встретить более влаголюбивую флору, в частности, голубику обыкновенную (Vaccinium uliginosum) и многочисленные мхи.
Фауна Земли Джеймсона относительно бедная и характеризуется теми немногими видами, которые приспособились к суровому арктическому климату полуострова. 
После того, как примерно в 1900 году в Восточной Гренландии вымер северный олень, единственными обитающими здесь млекопитающими являются овцебык (Ovibos moschatus), заяц-беляк (Lepus timidus), северный копытный лемминг (Dicrostonyx groenlandicus) и песец (Vulpes lagopus). Арктические волки (Canis lupus ssp. arctos), белые медведи (Ursus maritimus) и горностаи (Mustela erminea) встречаются редко.
Прибрежная полоса шириной около в 30 км площадью 2524 км² обозначена как «Водно-болотные угодья международного значения» (№ 389) согласно Рамсарской конвенции и BirdLife International как важная орнитологическая территория (GL044). Эти угодья рассматривается в качестве важного места для линьки короткоклювого гуменника (Anser brachyrhynchus) и белощёкой казарки (Branta leucopsis). Популяции обоих видов выросли за последние несколько десятилетий после появления охранной зоны. Кроме того, летом Земля Джейсона служит местом гнездовья водоплавающих птиц, таких как темноклювая гагара (Gavia immer), краснозобая гагара (Gavia stellata), морянка (Clangula hyemalis) и гага-гребенушка (Somateria spectabilis)
Отмечено несколько видов куликов. Широко распространены песчанка (Calidris alba), галстучник (Charadrius hiaticula) чернозобик (Calidris alpina),  кроме того, здесь размножаются исландский песочник (Calidris canutus), круглоносый плавунчик (Phalaropus lobatus) и плосконосый плавунчик (Phalaropus fulicaria). Также встречаются средний кроншнеп (Numenius phaeopus) и золотистая ржанка (Pluvialis apricaria), размножение которых в Гренландии происходят исключительно на Земле Джеймсона.
Кречет (Falco rusticolus) — единственная хищная птица, которая гнездится на Земля Джейсона. В подходящих местообитаниях встречаются тундряная куропатка (Lagopus mutus) и длиннохвостый поморник (Stercorarius longicaudus). Из отряда воробьиных в этом районе гнездится пять видов, но распространены только снежный подорожник (Plectrophenax nivalis) и вороны (Corvus corax). Чечётка (Acanthis flammea), тундровая чечётка (Acanthis hornemanni) и лапландский подорожник (Calcarius lapponicus) встречаются редко.
Колонии арктических крачек (Sterna paradisaea) можно найти вдоль южного и западного побережья Земли Джеймсона, где иногда гнездятся вилохвостые чайки (Xema sabini). Полярные чайки (Larus hyperboreus) гнездятся небольшими колониями на прибрежных скалах.
Единственная пресноводная рыба на Земле Джеймсона — это арктический голец, обитающий исключительно в ледниковой реке Шухерт, поскольку все другие реки в этом регионе полностью пересыхают летом или замерзают до дна зимой.

## История

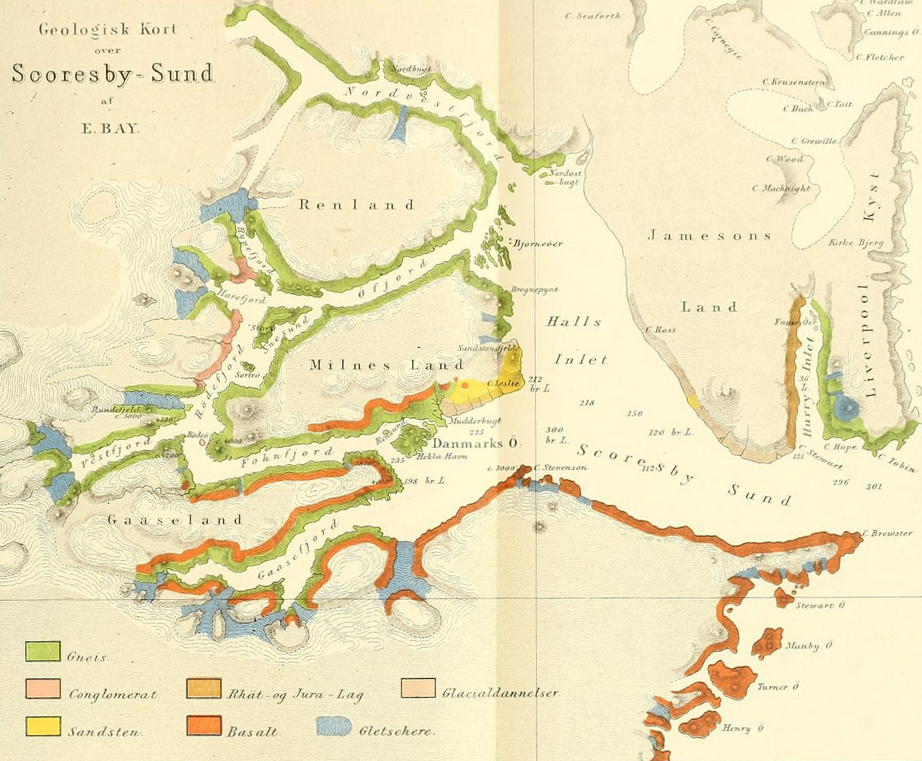
Историческая геологическая карта с Землёй Джеймсона (1896 г.)

Следы культуры Туле были найдены в нескольких местах на Земле Джеймсона. Многочисленные зимние дома, кольца для палаток и могилы в Итториссеке возле мыса Стюарт доказывают, что это было самое большое поселение в этом районе.
Уильям Скорсби был первым европейцем, достигшим Земли Джеймсона в 1822 году. Он назвал полуостров в честь шотландского естествоиспытателя и геолога Роберта Джеймсона. В ходе экспансии Дании в Восточную Гренландию экспедиция Карла Райдера высадилась на мысе Стюарт в 1891 году, где они встретили оленей, которые вымерли в Восточной Гренландии всего несколько лет спустя. Райдер провел зиму возле острова Дания (Ujuaakajiip Nunaa) в Скорсбисунде и исследовал соседние побережья на пароходе. Экспедиция обнаружила многочисленные окаменелости и нашла доказательства того, что инуитами этот регион был заселен относительно недавно.
В 1924 году Эйнар Миккельсен основал поселение Скорсбисунд (сегодня Иллоккортоормиут) в 40 км юго-востоку от Земли Джеймсона. С тех пор этот район регулярно посещали гренландские охотники. Французский полярный исследователь Жан-Батист Шарко лишь ненадолго посетил Землю Джеймсона в 1925 году, но Альфред Розенкранц (1898–1974) и Том Харрис (1903–1983) возглавили научную экспедицию на востоке Земли Джеймсона с целью картографирования территории. Гренландская экспедиция Альфреда Вегенера 1930-31 года базировалась на трех станциях: центральная на ледниковом куполе Гренландии, западная в Уумманнаке и восточная на западном побережье Земли Джеймсона на 71 ° северной широты. С сентября 1930 г. по июнь 1931 г. Вальтер Копп (1901–1990) и двое его коллег на восточной станции проводили наблюдения за погодой.
С 1931 по 1933 годы на Земле Джеймсона действовали как норвежские, так и датские экспедиции. В 1937 году Лауге Кох основал научную станцию Гуррехольм в устье реки Шухерт. Зимой 1937-38 года здесь содержали исландских лошадей, а во время Второй мировой войны станция использовалась армией США как военная база.

## Хозяйственное использование

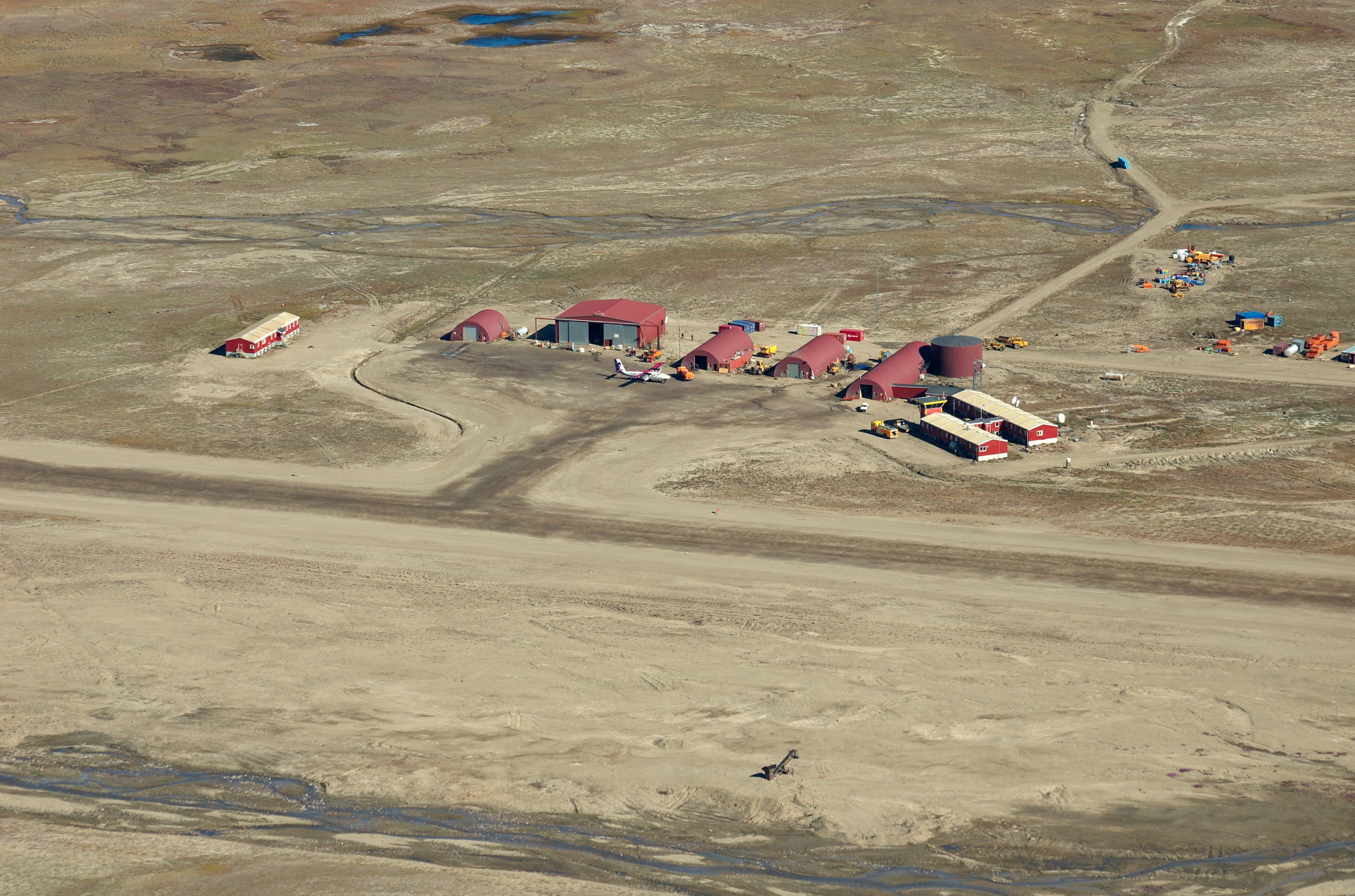
Аэропорт Нерлерит Инаат

Населенных пунктов на Земле Джеймсона нет, а ближайшее поселение с постоянным населением — это находящийся в 40 км к юго-востоку город Иллоккортоормиут (530 жителей).
В 1985 году, в связи с разведкой нефти американской нефтяной компанией Atlantic Richfield Company, на полуострове был построен аэропорт, который затем был продан властям Гренландии в 1990 году.
В аэропорту Нерлерит Инаат постоянно работают около 15 сотрудников, которые вынуждены жить на его территории..
Рыбалка возле берегов Земли Джеймсона и ограниченная охота на зайцев, песцов, гусей и гаг ведется только жителями Иттоккортоормиита для личного потребления. Также правительство Гренландии ежегодно устанавливает квоты на охоту на овцебыков.
Из-за труднодоступности региона туризм не развит. Обычно туристические поездки ограничиваются однодневной поездкой вдоль побережья Земли Джеймсона от аэропорта Нерлерит Инаат и обратно.